# Club Baloncesto Breogán 2004-2005
Questa voce raccoglie le informazioni riguardanti il Club Baloncesto Breogán nelle competizioni ufficiali della stagione 2004-2005.

## Stagione
La stagione 2004-2005 del Club Baloncesto Breogán è la 22ª nel massimo campionato spagnolo di pallacanestro, la Liga ACB.

## Roster
Aggiornato al 1° gennaio 2024.
| Leche Río Breogán 2004-05 | Leche Río Breogán 2004-05 |
| Giocatori                 | Staff tecnico             |
| ------------------------- | ------------------------- |

| N. | Naz.                                               | Ruolo | Nome                 | Anno | Alt.   | Peso   |  |
| -- | -------------------------------------------------- | ----- | -------------------- | ---- | ------ | ------ |  |
| 5  | Argentina (bandiera) · Italia (bandiera)           | P     | Ricardo Busciglio    | 1986 | 186 cm |        |  |
| 6  | Spagna (bandiera)                                  | AC    | Alfons Alzamora      | 1979 | 206 cm | 105 kg |  |
| 7  | Stati Uniti (bandiera)                             | G     | DeSean Hadley        | 1977 | 192 cm | 86 kg  |  |
| 7  | Serbia e Montenegro (bandiera)                     | C     | Đuro Ostojić         | 1976 | 210 cm | 116 kg |  |
| 9  | Italia (bandiera)                                  | G     | Marco Carraretto     | 1977 | 197 cm | 93 kg  |  |
| 11 | Argentina (bandiera) · Italia (bandiera)           | P     | Esteban López        | 1984 | 186 cm |        |  |
| 12 | Serbia e Montenegro (bandiera) · Grecia (bandiera) | AP    | Vladimir Petrović    | 1977 | 197 cm |        |  |
| 13 | Spagna (bandiera)                                  | C     | Alfonso Reyes        | 1971 | 203 cm | 120 kg |  |
| 14 | Spagna (bandiera)                                  | AG    | Ricardo González     | 1975 | 196 cm |        |  |
| 16 | Spagna (bandiera)                                  | G     | Adrián Núñez         | 1984 | 192 cm |        |  |
| 17 | Spagna (bandiera)                                  | C     | Ricardo Piedrafita   | 1984 | 205 cm |        |  |
| 22 | Spagna (bandiera)                                  | P     | Javier Rodríguez     | 1979 | 188 cm |        |  |
| 31 | Francia (bandiera)                                 | AG    | Sacha Giffa          | 1977 | 201 cm | 115 kg |  |
| 33 | Francia (bandiera)                                 | PG    | Joseph Gomis         | 1978 | 180 cm | 78 kg  |  |
| 42 | Stati Uniti (bandiera)                             | G     | Charlie Bell         | 1979 | 191 cm | 91 kg  |  |
| 44 | Argentina (bandiera) · Spagna (bandiera)           | AG    | Sebastián Castiñeira | 1978 | 197 cm | 96 kg  |  |
| -  | Spagna (bandiera)                                  | AC    | Antonio Hernández    | 1983 | 205 cm |        |  |

| Allenatore |
| - Moncho López |
| Assistente/i |
| - Moncho Fernández - Miguel Ángel Loureiro - Chete Pazo (fino a gennaio) Legenda - (C) Capitano - (IN) Inattivo - Infortunato |

## Mercato

### Sessione estiva
| Acquisti | Acquisti             | Acquisti           | Acquisti      | Acquisti |
| R.a      | Nome                 | da                 | Modalità      |          |
| -------- | -------------------- | ------------------ | ------------- | -------- |
| P        | Ricardo Busciglio    | Libertad Sunchales | definitivo    |          |
| P        | Esteban López        | Rosalía de Castro  | fine prestito |          |
| P        | Javier Rodríguez     | Fuenlabrada        | definitivo    |          |
| G        | Charlie Bell         | Basket Livorno     | definitivo    |          |
| G        | Marco Carraretto     | Saski Baskonia     | definitivo    |          |
| AP       | Vladimir Petrović    | Alba Berlino       | definitivo    |          |
| AG       | Sebastián Castiñeira | Sarria             | definitivo    |          |
| C        | Alfons Alzamora      | Joventut Badalona  | definitivo    |          |
| C        | Antonio Hernández    | Gran Canaria B     | definitivo    |          |
| C        | Đuro Ostojić         | Partizan           | definitivo    |          |
| C        | Alfonso Reyes        | Real Madrid        | definitivo    |          |

| Cessioni | Cessioni        | Cessioni            | Cessioni       | Cessioni |
| R.       | Nome            | a                   | Modalità       |          |
| -------- | --------------- | ------------------- | -------------- | -------- |
| P        | Danny Lewis     | Lokomotiv Rostov    | fine contratto |          |
| GA       | Jorge Racca     | Tenerife            | fine contratto |          |
| AP       | Nacho Biota     | Girona              | fine contratto |          |
| AP       | César Sanmartín | Bilbao Berri        | fine contratto |          |
| A        | César Bravo     | Manresa             | fine contratto |          |
| AC       | Devin Davis     | Din. S. Pietroburgo | fine contratto |          |
| C        | Pedro Fernández | Bilbao Berri        | fine contratto |          |
| C        | Rubén Garcés    | Estudiantes         | fine contratto |          |

### Dopo l'inizio della stagione
| Acquisti | Acquisti      | Acquisti          | Acquisti       | Acquisti   |
| R.       | Nome          | da                | Data           | Modalità   |
| -------- | ------------- | ----------------- | -------------- | ---------- |
| AG       | Sacha Giffa   | Nea Filadelfia    | febbraio 2005  | prestito   |
| G        | DeSean Hadley | S. Falls Skyforce | 29 aprile 2005 | definitivo |

| Cessioni | Cessioni             | Cessioni        | Cessioni         | Cessioni    |
| R.       | Nome                 | a               | Data             | Modalità    |
| -------- | -------------------- | --------------- | ---------------- | ----------- |
| AG       | Sebastián Castiñeira | Minorca         | 12 febbraio 2005 | prestito    |
| AP       | Vladimir Petrović    | Mens Sana Siena | aprile 2005      | rescissione |